# 531 Zerlina
531 Zerlina eller 1904 NW är en asteroid i huvudbältet, som upptäcktes 12 april 1904 av den tyske astronomen Max Wolf i Heidelberg. Den har fått sitt namn efter karaktären Zerlina i Mozart's opera Don Giovanni.
Asteroiden har en diameter på ungefär 17 kilometer och den tillhör asteroidgruppen Pallas.